# Макишин
Маки́шин — село в Україні, у Седнівській селищній громаді Чернігівського району Чернігівської області.
Перша згадка в історичних джерелах датується 1661 роком.
На території села розміщена Макишинська сільська рада, працює бібліотека, середня школа, при школі музей бойової слави, фельдшерсько-акушерський пункт, відділення зв'язку, освячена новоспоруджена (2003) церква Різдва Богородиці. У німецько-радянську війну тут загинули і поховані Герої Радянського Союзу Г. М. Арзуманов, уродженець Баку, та І. І. Швецов, уродженець с. Ясинихи Івановської області.
У селі народились і вчились: В. І. Кузьменко — нині член-кореспондент Міжнародної Академії педагогічних та соціальних наук, автор словників, багатьох монографій про народознавство та українських письменників, і В. К. Молочко — кандидат історичних наук, політолог.
18 листопада 2014 року селі невідомі патріоти завалили пам'ятник Леніну.

## Населення

### Мова
Розподіл населення за рідною мовою за даними перепису 2001 року:
| Мова            | Кількість | Відсоток |
| --------------- | --------- | -------- |
| українська      | 972       | 97.98%   |
| російська       | 14        | 1.41%    |
| білоруська      | 3         | 0.30%    |
| інші/не вказали | 3         | 0.31%    |
| Усього          | 992       | 100%     |

## Відомі люди
- Андрос Сергій Олександрович — український політик, народний депутат України 5-го та 6-го скликань.